# Ernest-Victor-Auguste Chevallier
Ernest-Victor-Auguste Chevallier, francoski general, * 1895, † 1965.